# Nashi (movimiento juvenil)
Nashi (en ruso: Молодёжное демократическое aнтифашистское движение «Наши», Molodiózhnoye demokratícheskoye antifashístskoye dvizhénye "Nashi", castellano: Movimiento Juvenil Democrático Antifascista "Los nuestros"') fue un movimiento juvenil fundado en 2005 en Rusia por la administración del presidente de la Federación de Rusia. "Nashi"  fue un movimiento político juvenil activo en Rusia que afirmaba ser democrático y antifascista. La administración presidencial rusa alentó la formación del grupo que afirmaba ser una organización no gubernamental (ONG).
A finales de 2007, el grupo había crecido en tamaño a unos 120.000 miembros de entre 17 y 25 años. El 6 de abril de 2012, el líder de Nashi anunció que el movimiento se disolvería y sería reemplazado por una organización juvenil diferente. En 2013, la organización finalizó sus actividades y en diciembre de 2019 finalmente se disolvió.
El 1 de marzo de 2005, Vasili Yakemenko, líder del movimiento "Idúschie vmeste", declaró oficialmente fundado el movimiento juvenil antifascista "Nashi". A través de las agencias de prensa se comunicaba que "en vísperas del sexagésimo aniversario de la victoria de Rusia en la Gran Guerra Patria, un grupo de organizaciones juveniles regionales avanzó la iniciativa de crear un movimiento político antifascista".
Tras el comunicado de Yakemenko, a las agencias de información rusas comenzaron a llegar comunicados de diferentes grupos regionales informando de su adhesión al movimiento "Nashi".
La conferencia constituyente, a la cual fueron invitados alrededor de 700 delegados, tuvo lugar el 15 de abril de 2005 en la Sala de Conciertos de la Academia de Ciencias de Rusia. De fondo, junto a la enseña rusa podían verse banderas rojiblancas. Buena parte de la conferencia transcurrió a puerta cerrada. En el acto estuvieron presentes conocidas figuras políticas: Andréi Fúrsenko (ministro de Educación y Ciencia), Dmitri Zelenin (Gobernador de la óblast de Tver) y el presentador de televisión Vladímir Soloviov. 
La organización estaba dirigida por un Comisariado Federal, compuesto por 5 comisarios que se eligen mediante voto secreto en los congresos anuales que se celebran en el mes de abril. Vasili Yakemenko abandonó su posición al frente de "Idúschie vmeste" y pasó a dirigir el nuevo movimiento junto a otros cuatro comisarios.
Las direcciones de trabajo establecidas eran: acción de masas, análisis, trabajo ideológico, periodismo, antifascismo y otros proyectos determinados como "Nasha Ármia" ("Nuestro Ejército") y "Nashi Deti" ("Nuestra Infancia").
El abogado Serguéi Zhorin representaba los intereses del movimiento.
El objetivo manifiesto del movimiento era "convertir a la Santa Madre Rusia en la potencia líder global en el siglo XXI". Para alcanzar este objetivo se habían trazado tres tareas:
1. Preservación de la soberanía nacional e integridad territorial de Rusia.
2. Formación de una sociedad civil activa.
3. Modernización del país mediante una revolución de los cuadros.

El emblema de "Nashi" era una cruz blanca, oblicua, sobre fondo rojo.
En 2019, uno de los destacados exdirigentes del movimiento "Nashi", Robert Schlegel, abandonó Rusia y se trasladó, junto con su familia, a Alemania, alegando su deseo de que sus hijos crecieran en ese país.